# West-Cappel
West-Cappel település Franciaországban, Nord megyében. Lakosainak száma 640 fő (2022. január 1.). West-Cappel Warhem, Bambecque, Quaëdypre, Rexpoëde, Wormhout és Wylder községekkel határos.

## Népesség
A település népessége az elmúlt években az alábbi módon változott:
| Lakosok száma | 565  | 584  | 613  | 628  | 639  | 637  | 632  | 636  | 640  |
|               | 2013 | 2015 | 2016 | 2017 | 2018 | 2019 | 2020 | 2021 | 2022 |